# Alain Decaux

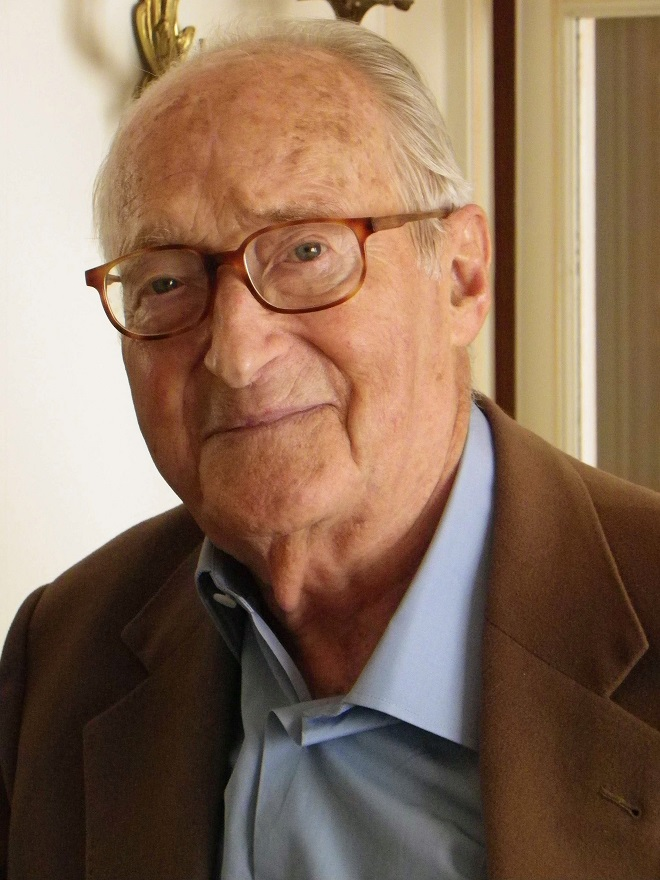
Alain Decaux (2011)

Alain Decaux (* 23. Juli 1925 in Lille, Frankreich; † 27. März 2016 in Paris) war ein französischer Historiker und Rundfunkmoderator. Besonders für die zahlreichen Fernseh- und Radiosendungen zum Thema Geschichte arbeitete er eng mit seinem Kollegen André Castelot, aber auch mit Jean Tulard und Marcel Jullian zusammen.

## Leben
Nach seiner Schulzeit in Lille am Lycée Faidherbe und in Paris am Lycée Janson de Sailly ging Decaux an die juristische Fakultät in Paris. Er besuchte Vorlesungen der Geschichte an der Sorbonne – rein aus persönlichem Interesse und ohne die Absicht, darin einen Abschluss zu machen. 1946 begann er, erste historische Artikel zu verfassen. Sein erstes Buch „Louis XVII retrouvé“ (dt. Ludwig XVII. wiederentdeckt) veröffentlicht er 1947. Mit 25 Jahren erhielt er eine Auszeichnung der Académie française für sein zweites Werk „Letizia“.
Schon früh begeisterte sich Decaux für audiovisuelle Medien und gründete 1951 mit André Castelot die wöchentlich ausgestrahlte Radiosendung „La Tribune de l’Histoire“ (dt. (frei) Forum der Geschichte), die bis zu ihrem Ende im Jahr 1997 ein großer Erfolg war. 1957 gründete er mit Stellio Lorenzi und André Castelot die französische Fernsehsendung „La caméra explore le temps“ (dt. Die Kamera erkundet die Zeit), die bis 1966 ausgestrahlt wurde. Von 1969 bis 1988 präsentierte er auf verschiedenen Fernsehsendern „Alain Decaux raconte“ (dt.: Alain Decaux erzählt), und später „Alain Decaux face a l’Histoire“ (dt.: Alain Decaux im Angesicht der Geschichte). In diesem monatlichen, einstündigen Forum präsentierte er jeweils eine historische Person oder ein großes Ereignis der Geschichte.
Parallel arbeitete er an der Veröffentlichung weiterer Schriften und Bücher. Dazu gehörten auch die Aufführung mehrerer Bühnenstücke, die Mitarbeit an Filmprojekten und die Aufnahme diverser Platten zu historischen Themen.
Von 1988 bis 1991 war er in der Regierung unter Premierminister Michel Rocard als beigeordneter Minister für Frankophonie für Angelegenheiten der französischen Sprache verantwortlich. Von 1991 bis 2000 übernahm er den Vorsitz der Association française d’action artistique (dt. Französische Künstlervereinigung). Seit 1998 war er Vorsitzender des „Collège conservateur“ im Schloss Chantilly.
Am 15. Februar 1979 wurde Alain Decaux zum Mitglied der Académie française gewählt und erhielt den Sitz Nr. 9 als Nachfolger von Jean Guéhenno.
Im Jahr 2005 war Decaux mit Frédéric Beigbeder, Richard Millet und Jean-Pierre Thiollet Gastschriftsteller auf der Buchmesse in Beirut.

## Filmografie (Auswahl)
- 1966: Angélique und der König (Angélique et le roy)
- 1967: Ich tötete Rasputin (J’ai tué Raspoutine)

## Auszeichnungen
- 1983: César-Nominierung in der Kategorie Bestes adaptiertes Drehbuch für Die Legion der Verdammten (Les misérables)
- 2005: Prix Saint-Simon
- 2013: Großkreuz der Ehrenlegion
- Kommandeur des Ordre des Arts et des Lettres
- Großkreuz des Ordre national du Mérite